# Saab 9000
Saab 9000 er en bilmodel fra det svenske firma Saab Automobile, som kom på markedet i efteråret 1984 (i USA først i 1986) og var på markedet frem til midten af 1998.

## Udvikling
Arbejdet med Saab 9000 begyndte allerede i 1974, da de første diskussioner omkring en efterfølger for Saab 99 begyndte. Projektet blev kaldt NGS - Ny Generation Saab. Projektet blev dog lagt på is, men genoplivet i 1977 under kodenavnet X29. Da samarbejdet mellem Saab og Volvo ophørte, indledte Saab en samtale med det Fiat-ejede Lancia. Det endelige samarbejde begyndte efter en aftale mellem Marcus Wallenberg og Giovanni Agnelli. 9000 blev herefter udviklet i et nært samarbejde, De fires klub, med Fiat-koncernen som startede i 1979. Fiat fremstillede søstermodellerne Fiat Croma, Lancia Thema og Alfa Romeo 164.
Slægtskabet er mest tydeligt mellem Saab, Fiat og Lancia. Disse modeller har mange dele til fælles, mens Alfa Romeo 164 udelukkende har samme platform. F.eks. har Saab 9000 samme døre som Fiat Croma. Fiat-dørene mangler dog den på Saab-modellerne fra og med 1986 standardmonterede sidekollisionsbeskyttelse, da Fiat med Croma og Lancia Thema gik andre veje i forhold til personsikkerhed. Fiat monterede i deres bilmodeller (især på den i efteråret 1988 introducerede, anden serie af Lancia Thema samt den i starten af 1991 modificerede Croma) en mere stabil passagerkabine, hvor Saab 9000 beholdt det oprindelige, fælles udviklede karrosseri, som løbende blev forstærket med bl.a. sidekollisionsbeskyttelse i dørene.
Forskellige reservedele (fjederben etc.) er indbyrdes udskiftelige, og også forruder fra Croma, Thema og Alfa 164 kan uden videre monteres på Saab 9000. CW-værdien lå på 0,32. Modellen var designet af Giorgetto Giugiaro.
Giorgetto Giugiaro designede Croma og Thema, som Björn Envall "saabificerede" til Saab 9000. Saab'en fik stiv bagaksel efter at Saab havde afprøvet Fiat og Alfa Romeos alternativ og var kommet frem til, at den stive aksel gav den bedste vejbeliggenhed. Fiat Croma beholdt den mere avancerede delte bagaksel, som på den anden side gav den bedste komfort.
På Saab 9000 sidder tændingslåsen på instrumentbrættet til højre for rattet, og ikke ved gearstangen ligesom på Saab 99, 90 eller 900. Undervognen bestod af MacPherson-fjederben med tværstabilisator fortil og bagtil en stiv aksel med skruefjedre, tværstabilisator og panhardstav.

- Saab 9000 CD (1988–1994)
- Bagfra
- Saab 9000i CC (1990–1991)
- Bagfra

## Tidslinje
1984
Saab 9000 lanceres som den nye generation Saab i Kolmården den 24. maj 1984. De første biler leveres til kunderne samme efterår som 1985-modeller.
1985
Sideblinklys i forskærmene. I løbet af modelåret 1986 lanceres Saab 9000i med sugemotor med 133 hk.
1986
ABS-bremser og firetrins automatgear kan nu leveres som ekstraudstyr. Fra og med modelår 1987 kan bilen også leveres med katalysator. Med katalysator yder sugemotoren 130 hk, og turbomotoren 165 hk.
1987
1988-modellen lanceres i efteråret 1987. Sedanmodellen CD lanceres i Nice i januar 1988. Bilen kan udelukkende leveres med turbomotoren. En effektøget turboversion med navnet Talladega lanceres på Stockholms biludstilling i februar 1988. Den yder 175 hk med og 192 hk uden katalysator.
1988
Saab 9000 CDi16 lanceres på Birminghams biludstilling i efteråret 1988.
1989
Saabs nye 2,3-liters sugemotor med 150 hk introduceres, og Talladega-modellens effekt øges til 185 hk. Talladega får ligeledes nye treegede alufælge og ny hækspoiler.
1990
2,3-motoren kommer i en turboudgave med 200 hk. Talladega afløses af S-line og Aero, som i Storbritannien hedder Carlsson. Femdørsmodellerne får samme front som CD-modellen.
1991
CS-modellen lanceres, og ABS-bremser bliver standardudstyr.
1992
På Paris Motor Show i efteråret 1992 lanceres 9000 Aero med 224 hk. De første biler leveres ved årsskiftet 1992/93.
1993
2,0- og 2,3-liters lavtryksturboer med 150 hhv. 170 hk lanceres, og førerairbag bliver standardudstyr i de fleste lande.
1994
CD-modellen får samme front som CS-modellen, og også baglygterne modificeres. En 3,0-liters V6-motor med 210 hk fra Opel Omega tilføjes modelprogrammet.
1995
2,3-liters sugemotoren udgår, og Ecopower introduceres som fælles betegnelse for turbomotorer.
1997
V6-motoren udgår, og Saab fejrer sit 50-års jubilæum med en "Anniversary"-udgave af CS-modellen. Dette er den sidste årsmodel af CD.
1998
CS-modellen fremstilles en kort periode sideløbende med 9-5 efter dennes introduktion, men fases ud i løbet af modelåret 1998.

## Sikkerhed
Det svenske forsikringsselskab Folksam vurderer flere forskellige bilmodeller ud fra oplysninger fra virkelige ulykker, hvorved risikoen for død eller invaliditet i tilfælde af en ulykke måles. I rapporterne Hur säker är bilen? er/var Saab 9000 klassificeret som følger:
- 1999: Mindst 50 % bedre end middelbilen[5]
- 2001: Mindst 40 % bedre end middelbilen[6]
- 2003: Mindst 30 % bedre end middelbilen[7]
- 2005: Mindst 30 % bedre end middelbilen[8]
- 2007: Mindst 20 % bedre end middelbilen[9]
- 2009: Mindst 20 % bedre end middelbilen[10]
- 2011: Som middelbilen[11]
- 2013: Som middelbilen[12]
- 2015: Som middelbilen[13]
- 2017: Som middelbilen[14]

## Motorer
I det første produktionsår var der kun én motorvariant på programmet − en vandkølet firecylindret benzinmotor med turbolader, et slagvolume på 1985 cm³, 16 ventiler og dobbelte overliggende knastaksler med en effekt på 129 kW (175 hk). For at demonstrere turbokonceptets overlegenhed, kørte Saab rekordfart på Talladega-racerstrækningen med nogle serieproducerede eksemplarer af 9000 i år 1986. Resultatet efter 100.000 kørte km var 21 internationale rekorder, heraf to verdensrekorder. Den hurtigste bil absolverede distancen med en gennemsnitshastighed på 213,299 km/t.
9000 var den første Saab-model med en kørecomputer, som kunne vise det aktuelle brændstofforbrug, gennemsnitsforbruget, rækkevidden med det aktuelle tankindhold (afhængigt af version), netspændingen samt (ligeledes afhængigt af udstyr) udetemperaturen. Desuden blev defekte pærer eller åbne døre vist af et display. Saab 9000 havde som standard sidekollisionsbeskyttelse i alle døre, selestrammere fortil, hydraulisk bremseforstærker og senere også ABS.
- Saab 9000 CS (1991–1998)
- Bagfra
- Saab 9000 CD (1994–1997)
- Bagfra

### Tekniske data
|                                                | 2.0i                  | 2.0i                  | 2.0i                | 2.0i Turbo                | 2.0i Turbo                | 2.0i Turbo                | 2.3i                  | 2.3 S                 | 2.3 Turbo                 | 2.3 Turbo                 | 3.0i V6               |
| Byggeår                                        | 1985–1989             | 1986–1994             | 1994–1998           | 1984–1989                 | 1986–1994                 | 1993–1998                 | 1988–1995             | 1993–1998             | 1990–1998                 | 1992–1998                 | 1994–1997             |
| Motordata                                      |                       |                       |                     |                           |                           |                           |                       |                       |                           |                           |                       |
| Motortype                                      | R4-benzinmotor        | R4-benzinmotor        | R4-benzinmotor      | R4-benzinmotor            | R4-benzinmotor            | R4-benzinmotor            | R4-benzinmotor        | R4-benzinmotor        | R4-benzinmotor            | R4-benzinmotor            | V6-benzinmotor        |
| Antal ventiler pr. cylinder                    | 4                     | 4                     | 4                   | 4                         | 4                         | 4                         | 4                     | 4                     | 4                         | 4                         | 4                     |
| Ventilstyring                                  | DOHC, kæde            | DOHC, kæde            | DOHC, kæde          | DOHC, kæde                | DOHC, kæde                | DOHC, kæde                | DOHC, kæde            | DOHC, kæde            | DOHC, kæde                | DOHC, kæde                | 2 × DOHC, tandrem     |
| Fødesystem                                     | Multipoint            | Multipoint            | Multipoint          | Multipoint                | Multipoint                | Multipoint                | Multipoint            | Multipoint            | Multipoint                | Multipoint                | Multipoint            |
| Katalysator                                    | Nej                   | Ja                    | Ja                  | Nej                       | Ja                        | Ja                        | Ja                    | Ja                    | Ja                        | Ja                        | Ja                    |
| Trykladning                                    | –                     | –                     | –                   | Turbolader, ladeluftkøler | Turbolader, ladeluftkøler | Turbolader, ladeluftkøler | –                     | Turbolader            | Turbolader, ladeluftkøler | Turbolader, ladeluftkøler | –                     |
| Køling                                         | Vandkøling            | Vandkøling            | Vandkøling          | Vandkøling                | Vandkøling                | Vandkøling                | Vandkøling            | Vandkøling            | Vandkøling                | Vandkøling                | Vandkøling            |
| Boring × slaglængde                            | 90,0 × 78,0 mm        | 90,0 × 78,0 mm        | 90,0 × 78,0 mm      | 90,0 × 78,0 mm            | 90,0 × 78,0 mm            | 90,0 × 78,0 mm            | 90,0 × 90,0 mm        | 90,0 × 90,0 mm        | 90,0 × 90,0 mm            | 90,0 × 90,0 mm            | 86,0 × 85,0 mm        |
| Slagvolume                                     | 1985 cm³              | 1985 cm³              | 1985 cm³            | 1985 cm³                  | 1985 cm³                  | 1985 cm³                  | 2290 cm³              | 2290 cm³              | 2290 cm³                  | 2290 cm³                  | 2962 cm³              |
| Kompressionsforhold                            | 10,0:1                | 10,0:1                | 10,1:1              | 9,0:1                     | 9,0:1                     | 8,8:1                     | 10,1:1                | 9,25:1                | 9,25:1                    | 9,25:1                    | 10,8:1                |
| Maks. effekt ved omdr./min.                    | 98 kW (133 hk) 5500   | 96 kW (130 hk) 5500   | 96 kW (130 hk) 6100 | 129 kW (175 hk) 5500      | 121 kW (165 hk) 5500      | 110 kW (150 hk) 5500      | 110 kW (150 hk) 5500  | 125 kW (170 hk) 5700  | 147 kW (200 hk) 5500      | 165 kW (224 hk) 5500      | 155 kW (211 hk) 6200  |
| Maks. drejningsmoment ved omdr./min.           | 173 Nm 3750           | 173 Nm 3750           | 177 Nm 4300         | 273 Nm 3000               | 265 Nm 3000               | 215 Nm 2500               | 212 Nm 3800           | 260 Nm 3200           | 323 Nm1 1800              | 342 Nm 1800               | 270 Nm 3300           |
| Kraftoverførsel                                |                       |                       |                     |                           |                           |                           |                       |                       |                           |                           |                       |
| Drivende hjul                                  | Forhjul               | Forhjul               | Forhjul             | Forhjul                   | Forhjul                   | Forhjul                   | Forhjul               | Forhjul               | Forhjul                   | Forhjul                   | Forhjul               |
| Gearkasse (standardudstyr)                     | 5-trins manuel        | 5-trins manuel        | 5-trins manuel      | 5-trins manuel            | 5-trins manuel            | 5-trins manuel            | 5-trins manuel        | 5-trins manuel        | 5-trins manuel            | 5-trins manuel            | 5-trins manuel        |
| Gearkasse (ekstraudstyr)                       | 4-trins automatisk    | 4-trins automatisk    | –                   | 4-trins automatisk        | 4-trins automatisk        | 4-trins automatisk        | 4-trins automatisk    | 4-trins automatisk    | 4-trins automatisk        | –                         | 4-trins automatisk    |
| Præstationer2                                  |                       |                       |                     |                           |                           |                           |                       |                       |                           |                           |                       |
| Topfart                                        | 190 km/t (185 km/t)   | 185 km/t              | 200 km/t            | 220 km/t (215 km/t)       | 215 km/t (210 km/t)       | 210 km/t                  | 205 km/t (200 km/t)   | 220 km/t              | 235 km/t                  | 240 km/t                  | 230 km/t (225 km/t)   |
| Acceleration 0-100 km/t                        | 10,0 sek. (14,0 sek.) | 10,0 sek. (14,0 sek.) | 10,0 sek.           | 8,3 sek. (8,8 sek.)       | 8,9 sek. (9,3 sek.)       | 9,5 sek. (11,0 sek.)      | 10,5 sek. (11,5 sek.) | 8,5 sek. (9,5 sek.)   | 7,5 sek. (8,5 sek.)       | 6,9 sek.                  | 8,0 sek. (9,5 sek.)   |
| Brændstofforbrug pr. 100 km ved blandet kørsel | 8,8 liter (8,9 liter) | 8,8 liter (9,4 liter) | 8,3 liter           | 8,5 liter (9,5 liter)     | 9,1 liter (9,7 liter)     | 8,0 liter (8,5 liter)     | 8,2 liter (9,4 liter) | 7,9 liter (8,7 liter) | 8,1 liter (9,0 liter)     | 7,7 liter                 | 8,6 liter (9,0 liter) |

## Afslutning af produktionen
Den 6. maj 1998 blev den sidste Saab 9000 produceret; bilen befinder sig i dag på Saabs bilmuseum i Trollhättan. På 14 år blev der fremstillet i alt 503.087 eksemplarer af Saab 9000.